# Nudochernes gracilimanus
Nudochernes gracilimanus es una especie de arácnido  del orden Pseudoscorpionida de la familia Chernetidae.

## Distribución geográfica
Se encuentra en Kenia.